# Episodi di Shameless (serie televisiva 2011) (ottava stagione)
L'ottava stagione della serie televisiva Shameless, composta da 12 episodi, è stata trasmessa in prima visione assoluta negli Stati Uniti dal canale via cavo Showtime dal 5 novembre 2017 al 28 gennaio 2018.
In Italia la stagione è stata trasmessa da Premium Stories, canale a pagamento della piattaforma Mediaset Premium, dall'8 febbraio al 26 aprile 2018; in chiaro è stata trasmessa da Italia 2 dal 26 giugno 2018.
| n° | Titolo originale                                       | Titolo italiano                 | Prima TV USA     | Prima TV Italia  |
| -- | ------------------------------------------------------ | ------------------------------- | ---------------- | ---------------- |
| 1  | We Become What We ... Frank!                           | Ti porgo le mie scuse           | 5 novembre 2017  | 8 febbraio 2018  |
| 2  | Where's My Meth?                                       | A mali estremi                  | 12 novembre 2017 | 15 febbraio 2018 |
| 3  | God Bless Her Rotting Soul                             | Il nuovo Frank                  | 19 novembre 2017 | 22 febbraio 2018 |
| 4  | Fuck Paying It Forward                                 | Rimettersi in riga              | 26 novembre 2017 | 1 marzo 2018     |
| 5  | The (Mis)Education of Liam Fergus Beircheart Gallagher | Fifty-fifty                     | 3 dicembre 2017  | 8 marzo 2018     |
| 6  | Icarus Fell And Rusty Ate Him                          | L'impiegato del mese            | 10 dicembre 2017 | 15 marzo 2018    |
| 7  | Occupy Fiona                                           | Occupiamo Fiona                 | 17 dicembre 2017 | 22 marzo 2018    |
| 8  | Frank's Northern Southern Express                      | La navetta espresso per il Nord | 31 dicembre 2017 | 29 marzo 2018    |
| 9  | The Fugees                                             | I fuggitivi                     | 7 gennaio 2018   | 5 aprile 2018    |
| 10 | Church of Gay Jesus                                    | Aiuta il prossimo               | 14 gennaio 2018  | 12 aprile 2018   |
| 11 | A Gallagher Pedicure                                   | Il piano pensionistico          | 21 gennaio 2018  | 19 aprile 2018   |
| 12 | Sleepwalking                                           | Come un sonnambulo              | 28 gennaio 2018  | 26 aprile 2018   |

## Ti porgo le mie scuse
- Titolo originale: We Become What We ... Frank!
- Diretto da: Iain B. MacDonald
- Scritto da: John Wells

### Trama
Fiona inizia a restaurare ed affittare appartamenti nel suo nuovo edificio. Rick va dalla tomba di Monica e distrugge parte della tomba con un martello come sfogo per tutto l'odio ricevuto. Frank torna dal monastero e comincia a scusarsi con le persone con cui ha sbagliato in passato. Lip si sta impegnando per controllare il suo problema di alcolismo e per riconquistare Sierra, che nel frattempo ha ricominciato a frequentare il suo ex. Debbie ottiene un nuovo lavoro e inizia la scuola serale dove sta studiando per diventare una saldatrice. Ian cerca di riconquistare il cuore di Trevor aiutando gli adolescenti al centro giovanile. Carl inizia a vendere la metanfetamina che Monica ha lasciato a lui e ai suoi fratelli prima di morire, pur rimanendo in forma per la scuola militare durante la pausa estiva. Liam viene usato della sua nuova scuola per mostrare la diversità della scuola per i potenziali genitori. Kevin scopre da un cliente del bar dove lavora che ha un nodulo nel pettorale e Veronica, tramite una soffiata all'immigrazione, fa portare via Svetlana dall'Alibi.
- Guest stars: Scott Michael Campbell (Brad), Alicia Coppola (Sue), Elliot Fletcher (Trevor), Ruby Modine (Sierra), Zack Pearlman (Neil), Alan Rosenberg (Professor Youens), Jessica Szohr (Nessa), Jim Hoffmaster (Kermit), Michael Patrick McGill (Tommy), Brad Beyer (ICE Squad Captain), Shea Buckner (Jason), Chet Hanks (Charlie), Jennifer Taylor (Anne Seery), Eugene Alper (Uomo russo), Amrapali Ambegaokar (Parminder), Peter Banifaz (Farhad), David Brackett (Duran), Cris D'Annunzio (Kelso), Ricarlo Flanagan (Davey), Cooper Friedman (Lucas), Talisa Friedman (Clara), Beth Geiger (Jill), Kelli Dawn Hancock (Lakisha), Christian Isaiah (Liam Gallagher), Keith Jardine (Bob), Jasmine B. Johnson (Heather), Christine Marie Kilmer (Robin), Martin Lion (Jamie), Raymond Ma (Chinese Owner), Tommy Martinez (Scott), Perry Mattfeld (Mel), Bart McCarthy (Aldo), Jane Morris (Berta), Elizabeth Moisant (Flo), Scott Alan Smith (Fox), Glenn Taranto (Mike), Anthony Traina (Ryne), Levy Tran (Eddie), Ricardo Walker (Carson)

- Telespettatori USA: 1.860.000 telespettatori.[3]

## A mali estremi
- Titolo originale: Where's My Meth?
- Diretto da: Anthony Hemingway
- Scritto da: Nancy M. Pimental

### Trama
Fiona è alle prese con gli sfratti nel condominio. Frank trova un lavoro per la prima volta e cerca di essere un cittadino rispettabile. Lip prova a sabotare la relazione di Sierra facendo arrivare a casa del suo ragazzo un po' di cocaina. Ian cerca di sistemare la sua relazione con Trevor che continua a respingerlo. Inoltre, sembra essere il solo che pensa ancora alla scomparsa di Monica, alla quale dedica un tatuaggio. Liam visita la casa di un amico ricco ed è sbalordito dal lusso che gli altri hanno. Kevin viene inviato in un gruppo di supporto per il cancro e trova persone con cui può relazionarsi, cercando di essere pronto per l'operazione che sta arrivando.
- Telespettatori USA: 1.370.000 telespettatori.